# Дьёр (аэропорт)
Международный аэропорт Дьёр-Пер (венг. Győr-Pér nemzetközi repülőtér) (ИАТА: QGY, ИКАО: LHPR) — один из пяти международных аэропортов Венгрии, расположен близ деревни Пер в 15 км к юго-востоку от Дьёра.
Аэропорт был основан в 1994 году на базе бывшей военной базы. В 2000—2003 году проходила его полная реконструкция, в 2003 году он принял первый международный рейс. В 2013 году бывшая 1450-метровая посадочная полоса была удлинена до 2030 метров, что позволило аэропорту начать принимать самолёты класса Airbus A320 и Boeing 737.
Аэропорт используется как для выполнения местных национальных рейсов, так и для международных. В 2012 году в аэропорту было осуществлено 6 659 взлётов/посадок, из которых 2 543 международных. Количество пассажиров на международных рейсах — 29 706. Среди прочего аэропорт используется сотрудниками завода Audi в Дьёре для бизнес-рейсов в Германию. Аэропорт находится около автомагистрали M81, что позволяет быстро добраться до Дьёра на автотранспорте или шаттл-автобусе.

## Статистика
| Год  | Пассажиров | Изменения |
| ---- | ---------- | --------- |
| 2004 | 7 895      |           |
| 2005 | 11 134     | +41,02%   |
| 2006 | 14 463     | +29,89%   |
| 2007 | 13 405     | −7,31%    |
| 2008 | 14 177     | +5,76%    |
| 2009 | 8 770      | −38,14%   |
| 2010 | 11 112     | +26,70%   |
| 2011 | 18 976     | +70,77%   |
| 2012 | 30 314     | +59,74%   |
| 2013 | 31 274     | +3,16%    |
| 2014 | 33 817     | +8,13%    |
| 2015 | 29 437     | −12,95%   |
| 2016 | 21 454     | −27,11%   |
| 2017 | 22 785     | +6,20%    |
| 2018 | 20 076     | −13,49%   |